# Cardassier
Cardassier är en utomjordisk art i Star Treks fiktiva universum. De kommer från alfakvadranten med Cardassia Prime som hemplanet. Folkslaget introducerades i Star Trek: The Next Generation och de var en av grundstenarna i tv-serien Star Trek: Deep Space Nine

## Kultur
Cardassierna lever i ett ganska jämställt samhälle där både män och kvinnor kan få hög rang inom det militära. Den vetenskapliga området är ett av de få områden där jämställdheten inte tycks råda. Vetenskapliga tjänster domineras av kvinnorna. 
Den cardassianska skolan är vida berömd. Barn tränas redan vid tidig ålder i ämnen som fotografiskt minne, vilket hjälper dem vid fortsatta studier. Det sägs att hypnos används flitigt under Cardassiernas utbildning. Efter utbildningen är cardassierna så tränade att de är näst intill immuna mot tortyr. Inte ens en Vulcan mind meld brukar ha någon effekt på en korrekt tränad cardassier. 
De räknas också till en av rymdens mäktigare militära makter.

## Teknologi
Cardassierna har upptäckt warpdriften och kan därmed färdas långt ut i rymden.

### Fotnoter
1. ↑  ”Cardassier”. Star Trek Databas. Arkiverad från originalet den 22 augusti 2016. https://web.archive.org/web/20160822001133/http://www.startrekdb.se/arter/arter.php?trek=ds9&art=6. Läst 9 juli 2017.